# Guerra Anglo-Espanhola (1727–1729)

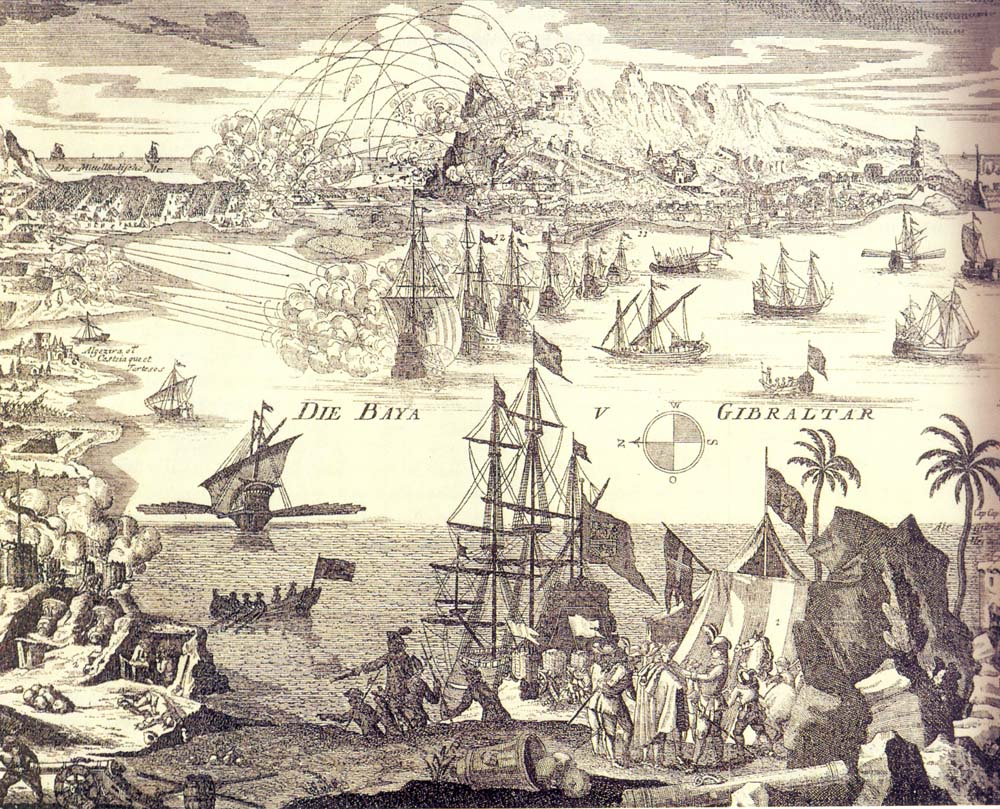
Cerco de Gibraltar durante a Guerra Anglo-Espanhola

A Guerra Anglo-Espanhola de 1727-1729 foi uma guerra limitada que se travou entre a Grã-Bretanha e Espanha durante o século XVIII e consistiu numa tentativa falhada por parte dos britânicos de bloquear Porto Bello e uma tentativa falha por parte dos espanhóis para capturar Gibraltar. O resultado foi o regresso ao status quo que já existia antes de guerra após o Tratado de Sevilha.

## Origens do Conflito
Durante a Guerra da Sucessão Espanhola, Espanha perdeu Gibraltar para frota Anglo-Holandesa e quando a guerra chegou ao fim em 1714, o país foi forçado a aceitar a perda de Gibraltar no Tratado de Utrecht. Apesar disso, a Espanha assumiu o objectivo de recuperar Gibraltar e a ilha de Minorca dos britânicos.
Após o Tratado de Viena de 1725, Espanha obteve o apoio da Áustria e achou que era a altura certa de tentar recapturar Gibraltar. A reacção da Grã-Bretanha foi assinar o Tratado de Hanôver com a França e Prússia.

### Porto Bello
A Grã-Bretanha tinha tentado utilizar o seu poder naval anteriormente na disputa, bloqueando Porto Bello no Panamá, mas esta tentativa foi um desastre no qual quatro mil homens morreram de doença. O objectivo principal do bloqueio tinha sido impedir os galeões espanhóis de partir para Espanha, mas os soldados não conseguiram impedir a sua saída e acabaram por se retirar.

## Cerco de Gibraltar
A 11 de Fevereiro de 1727, Espanha, sob o comando do marquês de las Torres e a supervisão do chefe-engenheiro dos Corpos Reais de Engenharia espanhóis, o marquês de Verboom, cercou a cidade (Décimo-Terceiro Cerco de Gibraltar). Há muita variação de fonte para fonte mas acredita-se que as tropas espanholas tinham entre doze mil e vinte-e-cinco mil homens. Os defensores britânicos eram cerca de mil e quinhentos quando o cerco começou e aumentaram para cerca de cinco mil quando chegou uma frota marítima comandada por Charles Wager.
Após um cerco de quatro meses com várias tentativas de ataque dispendiosas e falhadas, as tropas espanholas desistiram e retiraram-se a 12 de Junho. Espanha tinha perdido mil e quatrocentos homens enquanto os britânicos sofreram cerca de 300 mortos.
Os espanhóis estavam à espera da ajuda material que os austríacos tinham prometido no Tratado de Viena, mas receberam muito pouco. Tinham sido ultrapassados pelos diplomatas britânicos que tinham chegado a acordo secreto com os austríacos, impedindo-os de intervir no conflito.

## Paz
Não ocorreram mais hostilidades e uma trégua foi declarada em Fevereiro de 1728 com acordo preliminar dos problemas na Convenção de Março em El Prado e no Congresso de Soissons. A paz final, que confirmou o status-quo, foi concluída no Tratado de Sevilha de 1729. Muitos dos principais problemas entre os dois países não ficaram resolvidos e, uma década depois, começou a Guerra da Orelha de Jenkins entre os dois. A Grã-Bretanha venceu o conflito através de uma aliança forte com a Áustria que durou até 1756.

## Nota
Alguns historiadores datam o início desta guerra em 1726, uma vez que foi nesse ano que as relações Anglo-Espanholas começaram a deteriorar-se. Foi enviada uma frota britânica às Índias Espanholas para perturbar os navios espanhóis, mas não começou nenhuma guerra.

## Ligações Externas
- Diário de um soldado durante o Cerco de Gibraltar, 1727
- La guerra de 1726-1727. La campaña de las Indias

- Este artigo foi inicialmente traduzido, total ou parcialmente, do artigo da Wikipédia em inglês cujo título é «Anglo-Spanish War (1727–1729)», especificamente desta versão.